# Nick Palmieri
Nicholas „Nick“ Palmieri (* 12. Juli 1989 in Utica, New York) ist ein ehemaliger US-amerikanischer Eishockeyspieler, der im Verlauf seiner aktiven Karriere zwischen 2005 und 2017 unter anderem 87 Spiele für die New Jersey Devils und Minnesota Wild in der National Hockey League (NHL) auf der Position des rechten Flügelstürmers bestritten hat. Zudem absolvierte Palmieri über 220 weitere Partien in der American Hockey League (AHL) und war jeweils zwei Spielzeiten in der Deutschen Eishockey Liga (DEL) sowie österreichischen Erste Bank Eishockey Liga (EBEL) aktiv.

## Karriere

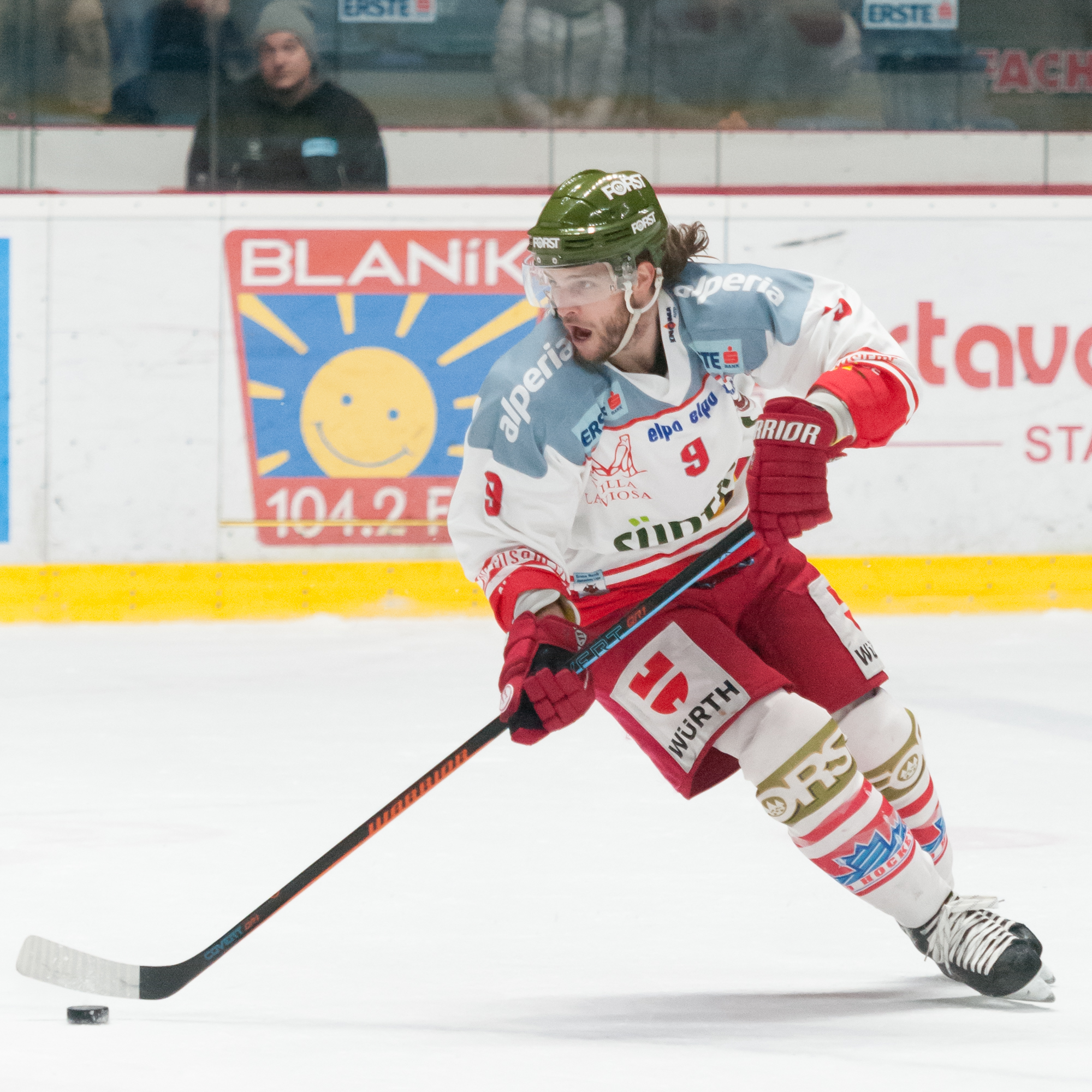
Palmieri im Trikot des HC Bozen (2016)

Palmieri wurde in der Priority Selection der Ontario Hockey League (OHL) in der zweiten Runde an 30. Stelle von den Erie Otters ausgewählt. Für die Otters war der Stürmer von 2005 bis 2008 aktiv, ehe er zu Beginn der Saison 2008/09 an den Ligakonkurrenten Belleville Bulls abgegeben wurde. Dort beendete er sein viertes und letztes Jahr bei den Junioren.
Nachdem der US-Amerikaner bereits im NHL Entry Draft 2007 in der dritten Runde an 79. Stelle von den New Jersey Devils aus der National Hockey League (NHL) ausgewählt worden war, spielte er ab der Saison 2009/10 für deren Farmteam, die Lowell Devils, in der American Hockey League (AHL). Für Lowell hatte er erstmals gegen Ende der Spielzeit 2007/08 einige Partien absolviert. Nach guten Leistungen bei den Devils wurde Palmieri im Januar 2010 zum ersten Mal in den NHL-Kader New Jerseys berufen und bestritt sechs Partien. Zu Beginn der Spielzeit 2010/11 fand sich der Angreifer erneut im Farmteam wieder, das inzwischen unter dem Namen Albany Devils firmierte. Da die New Jersey Devils in der laufenden NHL-Saison frühzeitig aus dem Playoff-Rennen ausgeschieden waren, fand sich Palmieri ab Februar 2011 dauerhaft im Kader des im Neuaufbau befindlichen Franchises wieder.
Kurz vor der Trade Deadline Ende Februar 2012 transferierten die New Jersey Devils Palmieri gemeinsam mit Kurtis Foster, Stéphane Veilleux, einem Zweitrunden-Wahlrecht im NHL Entry Draft 2012 und einem leistungsbedingten Drittrunden-Wahlrecht im NHL Entry Draft 2013 zu den Minnesota Wild, um Marek Židlický zu verpflichten. Im Zuge eines Transfergeschäftes mit den New York Rangers, die Michael Rupp an Minnesota Wild abgaben, kehrte Palmieri am 4. Februar 2013 gemeinsam mit Darroll Powe in die Atlantic Division der NHL zurück. Er spielte bis zum Ende der Saison 2012/13 aber ausschließlich für New Yorks AHL-Kooperationspartner Connecticut Whale.
Da Palmieri im Sommer 2013 als Free Agent keinen neuen Arbeitgeber in Nordamerika gefunden hatte, verpflichtete der EHC Red Bull München aus der Deutschen Eishockey Liga (DEL) den Stürmer Ende August 2013 und gab ihm einen Vertrag bis zum Ende der Saison 2013/14. Als dieser ausgelaufen war, war er zunächst vereinslos, bis ihn der Ligakonkurrent Schwenninger Wild Wings im Oktober 2014 verpflichtete. Im Oktober 2015 wurde er vom italienischen Klub HC Bozen aus der österreichischen Erste Bank Eishockey Liga (EBEL) unter Vertrag genommen und erhielt ein Jahr später eine Vertragsverlängerung bis zum Ende der Saison 2016/17. Anschließend beendete der 28-Jährige im Sommer 2017 seine aktive Karriere.

### International
Palmieri vertrat die Nationalmannschaft der Vereinigten Staaten erstmals bei der Weltmeisterschaft 2011 in der Slowakei. Dabei kam er in sechs Spielen zum Einsatz, in denen er zwei Tore erzielte und für ein weiteres die Vorlage gab.

## Erfolge und Auszeichnungen
- 2007 Teilnahme am CHL Top Prospects Game

## Karrierestatistik

### International
Vertrat die USA bei:
- Weltmeisterschaft 2011

(Legende zur Spielerstatistik: Sp oder GP = absolvierte Spiele; T oder G = erzielte Tore; V oder A = erzielte Assists; Pkt oder Pts = erzielte Scorerpunkte; SM oder PIM = erhaltene Strafminuten; +/− = Plus/Minus-Bilanz; PP = erzielte Überzahltore; SH = erzielte Unterzahltore; GW = erzielte Siegtore; 1 Play-downs/Relegation; Kursiv: Statistik nicht vollständig)